# Post Scriptum (театр)
Харківський Театр «Post Scriptum» — один з небагатьох недержавних професійних репертуарних театрів Харкова, кредо якого — робота українською мовою. Театр засновано у 1999 році.[джерело?]
З 2009 року при Харківському Театрі «P.S.» працює студія.

## Репертуар
Поточний репертуар:
- «Горохове плем'я», О.Теліга, Л.Костенко
- «Чари на кохання», біблійний текст Соломонової Пісні над піснями
- «Монологи. Вечір Слова», Леся Українка
- «Повернення Амількара», Ів Жаміак
- «Пригода ведмедиків панда», Матей Вішнєк
- «Ну, нарешті!», Петер Турріні
- «4 середньоВІЧНІ ФАРСИ про це», за середньовічними французькими фарсами
- «Весна, яка схожа на осінь», Остап Гринів
- «Він, вона і тому подібне», Антон Чехов
- «Сойчине крило», Іван Франко
- «Циганська Муза», Ліна Костенко

Постановки сезонів 2005—2006 років:
- «Пригода ведмедиків панда, яку розповів один саксофоніст, який мав подружку у Франкфурті» за п'єсою М.Вішнєка. Вистава здобула три вищі відзнаки на ІІІ Всеукраїнському фестивалі «Театрон», Харків, 2006 рік.
- «Повернення Амількара» за п'єсою І.Жаміака (друга редакція).
- «Бойня» за п'єсою С.Мрожека (друга редакція).
- «Монологи. Вечір слова» за творами Лесі Українки.
- «Ну, нарешті» за п'єсою П.Турріні. Вистава була відзначена за найкраще музичне оформлення на фестивалі недержавних театрів «Курбалесія», Харків, 2006 рік. Друга премія на VII Міжнародному фестивалі моновистав «МОНОКЛЬ», м. Санкт-Петербург, 2009 рік, а також представляла Україну на Міжнародному фестивалі «SOLO».

В Харківському театрі «P.S.» протягом означеного сезону поставлена вистава «Чари на кохання». Звукова імпресія за біблійним текстом Соломонової Пісні над піснями (режисер — Світлана Пасічник). Вистава здобула дві вищі відзнаки на III Всеукраїнському фестивалі «Театрон», Харків, 2006 р. А на фестивалі недержавних театрів «Курбалесія», Харків, 2006 рік, — Гран-прі та приз за найкращу жіночу роль.
Постановки сезонів 2008—2009 років:
- «4отири середньоВІЧНІ ФАРСИ про це», народні анекдоти для еліти.
- «Весна, яка схожа на осінь», гра удвох для двох за п'єсою О. Гриніва.
- «Він, вона і тому подібне», містична комедія за жартами А.Чехова (режисер — Світлана Пасічник).

Постановки сезонів 2009—2010 років:
- «Сойчине крило», мелодраматична історія за твором Івана Франка.
- «Циганська муза», Ліна Костенко. Драматична поема (режисер — Світлана Пасічник).

З осені 2005 року театр працює у приміщенні Харківського Будинку архітектора (вул. Дарвіна, 9, ст. М. «Архітектора Бекетова») — пам'ятки архітектури початку минулого століття. Його Біла та Зелена зали — зали колишнього помешкання купця Рижова — по праву вважаються найкрасивішими інтер'єрами Харкова. А його найбільші в місті дзеркала, камін, старовинні буфет, фортепіано і навіть величезний (6 м у довжину) обідній стіл — все це середовище вистав театру.

## Керівний склад
- Режисер і художній керівник — заслужений діяч мистецтв України, Степан Пасічник
- Директор і режисер — Світлана Пасічник.

## Акторський склад
Степан Пасічник
Катерина Бакай
Анастасія Соломко
Ярослав Соломко
Роман Жиров
Майя Струннікова
Валерій Брильов
Євген Моргун
Лариса Читака
Данило Карабейник

## Критики про вистави
Під час вистави («Пригода ведмедиків панда, яку розповів один саксофоніст, який мав подружку у Франкфурті») виникають два послідовних відчуття: перше — тобі здається, що зараз один з акторів, остаточно порушивши твій глядацький простір, візьме тебе за руку абощо і введе у виставу бодай у вигляді здивованої декорації; друге — ти розумієш, що для акторів немає, фактично, межі між його і твоїм простором, бо тоді ця межа давно вже мала би порушитись… І саме із цього другого глядацького стану випливає відчуття, що «тебе немає». Цей ефект посилюється й відеовставками до спектаклю, які виникають перед глядачами прямо на стіні кімнати, яка, зрештою, своїми небагатьма десятками квадратних метрів виконує роль і глядацької зали, і театральної сцени.
— Марія Козиренко

Искусство Украины (не только театральное) в последнее время переживает период кризиса — постмодернистский абсурд с элементами низкокалорийного абсурда…заполонил все культурное пространство. «Повернення Амількара» — это шарж, высмеивающий банальность постмодернизма, гиперболизация недостатков оного и, одновременно, манифест, провозглашающий окончание старой культурной эпохи и означающий зарождение новой.
— Марія  Давидова